# Pro tebe
Pro tebe je druhé studiové album skupiny Holki, jež vyšlo na podzim roku 2000. Skupina (Katka Brzobohatá, Klára Kolomazníková, Nikola Šobichová a Radana Labajová) podepsala opět smlouvu s vydavatelstvím Monitor-EMI. Deska se nese v popovém žánru a můžeme na ní nalézt různé žánry: Europop, Euro House a Vocal. Hudba, texty, aranžmá a produkce byla v režii Petra Fidera. Pouze o otextování písně „Někdy příště" se postaral Ivan Rössler. Nahrávky, mix, mastering měl na starosti Miqual P. Eso a Lauter von Bach. Natáčení desky probíhalo během letních prázdnin 2000. Veškeré skladby byly nahrávány ve studiu Vintage, zatímco předchozí debutové album bylo natočeno ve studiu Ondřeje Soukupa. Na fotografování alba byl osloven Tomáš Beran. Následně se o definitivní úpravy obalu zasloužil Martin Zhouf. Album vzniklo za spolupráce Umělecké agentury RichArt.
Deska obsahuje celkem 11 skladeb, z nichž jedna je anglická verze písně „Už mi nevolej" a druhá je mix několika písní z alba Pro Tebe. Pilotním singlem z alba byla letní píseň „Letní ráno" a následně vyšla jedna z nejznámějších písní „Mám ráda". Mezi další známé písně z alba patří: „Někdy příště", „Párty" a „Odcházím".
Deska obsahuje HolkiMultiShow multimediální bonus, zahrnující oficiální fotobook + snímky z rodinných alb + nikde nezveřejněné momentky + cumputerový videoklip Hledám lásku svou, vytvořený pouze pro tuto příležitost. Připravil Boris Kořen.
Album slavilo velký úspěch u veřejnosti. Deska dosáhla platinového ocenění a následně dvojplatinového ocenění, následně bylo vydáno jako dvojplatinové album s bonusovou písní „Když mě líbáš".

## Seznam skladeb
| Pořadí | Název                           | Délka |
| ------ | ------------------------------- | ----- |
| 1.     | Letní ráno                      | 3:57  |
| 2.     | Párty                           | 3:20  |
| 3.     | Už nikdy                        | 3:31  |
| 4.     | Mám ráda                        | 3:20  |
| 5.     | Odcházím                        | 3:11  |
| 6.     | Prima den                       | 3:18  |
| 7.     | Já Tě tu postrádám              | 3:58  |
| 8.     | Pro Tebe                        | 3:55  |
| 9.     | Někdy příště                    | 3:12  |
| 10.    | Call Me No More (Už mi nevolej) | 3:31  |
| 11.    | HolkiMIx 2000                   | 3:58  |